# Liste des séries parues dans le Ciao

Cette page annexe liste l'ensemble des séries de manga étant ou ayant été prépubliées dans le magazine mensuel Ciao de l'éditeur Shōgakukan.

## Mode d'emploi et cadre de recherche
Le tableau ci-dessous liste l'ensemble des séries de manga étant ou ayant été prépubliées dans le magazine.
- Le tableau est triable.
  - Le tableau est, par défaut, affiché dans l'ordre d'apparition. Les 1re et 5e colonnes (« No  » et « Première publication ») trient dans le même ordre.
  - Les séries en cours apparaissent en fin de tableau si le tri est effectué selon la 6e colonne. Elles sont triées entre elles par ordre de première publication.
  - Des clés de tri en hiragana sont utilisées pour la 2de colonne.
  - Les 7e et 8e colonnes disposent d'un système de clés de tri afin de ne pas avoir de diacritique.
- Les 5e et 6e colonnes sont sous la forme « aaaa.nn » où « aaaa » désigne l'année et « nn » le numéro de la publication à prendre en compte.
  - S'il s'agit d'un numéro double, il apparait sous la forme « aaaa.nn/NN » où NN désigne le second numéro.
  - Une balise d'appel de références est automatiquement créée pour chaque année utilisée dans le tableau, il est toutefois nécessaire de créer la référence correspondante en fin de page.
- Deux couleurs sont utilisées dans le tableau pour signaler les manga en cours de publication lors de la dernière mise à jour :

|  | Manga en cours de publication le 28 octobre 2012 ; |

|  | Manga transféré dans un autre magazine et encore en cours de publication le 28 octobre 2012. |

- La 4e colonne (« Titre français ») n'est remplie que s'il existe un titre officiel en français choisi par un éditeur francophone.
- Les liens vers les articles en français se font dans la 4e colonne si elle est remplie, dans la 3e sinon.
- Les liens vers les articles en japonais n'existent que si l'article existe.
- Chaque année, groupe de hiragana ou lettre dispose d'une ancre. Après avoir trié selon ses désirs le tableau, il est possible de faire une recherche grâce au cadre ci-dessous.

| Type                    | Type                    | Liens | Pour les colonnes                                                                           |
| ----------------------- | ----------------------- | --- | ------------------------------------------------------------------------------------------- |
| Par ordre chronologique | Par ordre chronologique | - 1978 - 1982 - 1983 - 1984 - 1985 - 1986 - 1988 - 1991 - 1992 - 1993 1994 - 1995 - 1996 - 1997 - 1998 - 1999 - 2000 - 2001 - 2002 - 2003 2004 - 2005 - 2006 - 2007 - 2008 - 2009 - 2010 - 2011 - 2012 | No , Première publication, Dernière publication                                             |
| Par ordre chronologique | Par ordre chronologique | En cours | Dernière publication                                                                        |
| Titre                   | Par ordre numérique     | 0 à 9 | Titre japonais, Transcription, Traduction, Titre français, Auteur (dessinateur), Scénariste |
| Titre                   | Par ordre syllabaire    | - あ - か - さ - た - な - は - ま - や - ら - わ - ん | Titre japonais                                                                              |
| Titre                   | Par ordre alphabétique  | - A - B - C - D - E - F - G - H - I - J - K - L - M N - O - P - Q - R - S - T - U - V - W - X - Y - Z                                                                                                  | Transcription, Traduction, Titre français, Auteur (dessinateur), Scénariste                 |

## Liste
Liste des séries ayant été pré-publiées dans le magazine Ciao
| No     | Titre japonais                                 | Transcription                                      | Titre français                      | Première publication | Dernière publication | Auteur (Dessinateur) | Scénariste      |
| ------ | ---------------------------------------------- | -------------------------------------------------- | ----------------------------------- | -------------------- | -------------------- | -------------------- | --------------- |
| 001 c  | んんん                                         | zzzzz                                              | 1978                                | 1978.00              | 1978.00              | zzzzz                | zzzzz           |
| 001    | あさりちゃん                                   | Asari-chan                                         | —                                   | 1978.                | ?.                   | Mayumi Muroyama      | —               |
| 001 c  | んんん                                         | zzzzz                                              | 1982                                | 1982.00              | 1982.00              | zzzzz                | zzzzz           |
| 002    | 名探偵 江戸川乱子                              | Meitantei edogawa ranko                            | —                                   | 1982.                | ?.                   | Ringo Hijiri         | —               |
| 003    | 夢時計                                         | Yumetokei                                          | —                                   | 1982.07              | 1984.02              | Kimiko Uehara        | —               |
| 003 c  | んんん                                         | zzzzz                                              | 1983                                | 1983.00              | 1983.00              | zzzzz                | zzzzz           |
| 004    | アルペンローゼ                                 | Alpine Rose                                        | —                                   | 1983.                | 1986.                | Michiyo Akaishi      | —               |
| 004 c  | んんん                                         | zzzzz                                              | 1984                                | 1984.00              | 1984.00              | zzzzz                | zzzzz           |
| 005    | ピンクなきみにブルーなぼく                     | Pink na kimi ni blue na boku                       | —                                   | 1984.09              | 1989.頃              | Fuyumi Sōryo         | —               |
| 005 c  | んんん                                         | zzzzz                                              | 1985                                | 1985.00              | 1985.00              | zzzzz                | zzzzz           |
| 006    | 魔法のスターマジカルエミ                       | Mahō no star magical emi                           | —                                   | 1985.05              | 1986.                | Kiyoko Arai          | —               |
| 006 c  | んんん                                         | zzzzz                                              | 1986                                | 1986.00              | 1986.00              | zzzzz                | zzzzz           |
| 007    | セーラー服通り                                 | Sailor fuku toori                                  | —                                   | 1986.02              | 1986.09              | Shun Tsuzuki         | —               |
| 008    | 魔法のアイドルパステルユーミ                   | Mahō no idol pastel yūmi                           | Susy aux fleurs magiques            | 1986.04              | 1986.11              | Kiyoko Arai          | —               |
| 009    | スローステップ                                 | Slow Step                                          | —                                   | 1986.09              | 1991.03              | Mitsuru Adachi       | —               |
| 010    | 天よりも星よりも                               | Ten yori mo hoshi yori mo                          | —                                   | 1986.10              | 1989.09              | Michiyo Akaishi      | —               |
| 010 c  | んんん                                         | zzzzz                                              | 1988                                | 1988.00              | 1988.00              | zzzzz                | zzzzz           |
| 011    | TONBI!ジェネレーション                         | Tonbi! Generation                                  | —                                   | 1988.                | ?.                   | Kyōko Sagara         | —               |
| 012    | 陵子の心霊事件簿                               | Ryōko no shinrei jikenbo                           | —                                   | 1988.                | ?.                   | Chie Shinohara       | —               |
| 012 c  | んんん                                         | zzzzz                                              | 1991                                | 1991.00              | 1991.00              | zzzzz                | zzzzz           |
| 013    | 水色時代                                       | Mizuiro jidai                                      | —                                   | 1991.06              | 1994.04              | Yū Yabūchi           | —               |
| 013 c  | んんん                                         | zzzzz                                              | 1992                                | 1992.00              | 1992.00              | zzzzz                | zzzzz           |
| 014    | アリスにおまかせ!                              | Alice ni omakase!                                  | —                                   | 1992.02              | 1995.10              | Kiyoko Arai          | —               |
| 015    | ちゃーみんぐ                                   | Charming                                           | —                                   | 1992.08              | 1995.03              | Masumi Shimizu       | —               |
| 016    | ワン・モア・ジャンプ                           | One More Jump                                      | —                                   | 1992.09              | 1996.04              | Michiyo Akaishi      | —               |
| 016 c  | んんん                                         | zzzzz                                              | 1993                                | 1993.00              | 1993.00              | zzzzz                | zzzzz           |
| 017    | ムカムカパラダイス                             | Muka muka paradise                                 | —                                   | 1993.03              | 1994.09              | Yumiko Igarashi      | Fumiko Shiba    |
| 017 c  | んんん                                         | zzzzz                                              | 1994                                | 1994.00              | 1994.00              | zzzzz                | zzzzz           |
| 018    | とんでぶーりん                                 | Tonde boorin                                       | —                                   | 1994.10              | 1995.09              | Taeko Ikeda          | Taeko Ikeda     |
| 019    | 愛天使伝説ウェディングピーチ                   | Wedding Peach                                      | —                                   | 1994.3月             | 1996.4月             | Nao Yazawa           | Sukehiro Tomita |
| 019 c  | んんん                                         | zzzzz                                              | 1995                                | 1995.00              | 1995.00              | zzzzz                | zzzzz           |
| 020    | I LOVE YOU                                     | I Love You                                         | —                                   | 1995.                | ?.                   | Yuka Takase          | —               |
| 021    | ドラキュラっ娘マドンナ ち〜くれまっか!伝説     | Dorakyura musume madonna                           | —                                   | 1995.                | ?.                   | Ritsuko Kawai        | —               |
| 022    | こっちむいて!みい子                            | Kocchi muite! Miiko                                | —                                   | 1995.01              | —                    | Eriko Ono            | —               |
| 022 c  | んんん                                         | zzzzz                                              | 1996                                | 1996.00              | 1996.00              | zzzzz                | zzzzz           |
| 023    | ヘリタコぷーちゃん                             | Heritako Pu~chan                                   | —                                   | 1996.                | ?.                   | Takemaru Sasaki      | —               |
| 024    | エンジェルリップ                               | Angel Lip                                          | —                                   | 1996.02              | 1999.07              | Kiyoko Arai          | —               |
| 025    | 新水色時代                                     | Shin mizuiro jidai                                 | —                                   | 1996.04              | 1997.04              | Yū Yabūchi           | —               |
| 026    | アタック★オン                                  | Attack On                                          | —                                   | 1996.05              | 1996.12              | Miyuki Obayashi      | —               |
| 027    | 夜がおわらない                                 | Yoru ga owaranai                                   | —                                   | 1996.06              | 1997.08              | Michiyo Akaishi      | —               |
| 028    | 少女革命ウテナ                                 | Shōjo kakumei utena                                | Utena - La Fillette révolutionnaire | 1996.09              | 1998.03              | Be-Papas             | —               |
| 029    | ぼくたちの卒業                                 | Bokutachi no sotsugyō                              | —                                   | 1996.10              | 1997.03              | Yukino Miyawaki      | —               |
| 029 c  | んんん                                         | zzzzz                                              | 1997                                | 1997.00              | 1997.00              | zzzzz                | zzzzz           |
| 030    | とっとこハム太郎                               | Tottoko hamutarō                                   | —                                   | 1997.                | ?.                   | Ritsuko Kawai        | —               |
| 031    | キューティーハニーF                            | Cutie Honey F                                      | Cutey Honey Flash                   | 1997.03              | 1998.04              | Yukako Iisaka        | —               |
| 032    | おちゃらかほい!                                | Ocharakahoi!                                       | —                                   | 1997.06              | 1998.05              | Yū Yabūchi           | —               |
| 033    | ポケットモンスター PiPiPi★アドベンチャー       | Pocket Monsters PiPiPi Adventure                   | Pokémon - Pikachu Adventures !      | 1997.07              | 2003.02              | Yumi Tsukirino       | —               |
| 033 c  | んんん                                         | zzzzz                                              | 1998                                | 1998.00              | 1998.00              | zzzzz                | zzzzz           |
| 034    | ファンファン・ファーマシィー                   | Fun Fun Pharmacy                                   | —                                   | 1998.                | ?.                   | Mako Morie           | —               |
| 035    | マジカル★チェイサーAKI                         | Magical Chaser Aki                                 | —                                   | 1998.                | ?.                   | Emiko Sugi           | —               |
| 036    | 放課後チルドレン                               | Hōkago Children                                    | —                                   | 1998.02              | 1999.02              | Miyuki Obayashi      | —               |
| 037    | 神様のミステイク                               | Yuki no project                                    | —                                   | 1998.03              | 1998.05              | Yukino Miyawaki      | —               |
| 038    | 清き一票お願いします!!                         | Kiyoki ippyō onegaishimasu!!                       | —                                   | 1998.05              | 1998.07              | Mai Jinna            | —               |
| 039    | みどりのつばさ                                 | Midori no tsubasa                                  | —                                   | 1998.07              | 1999.06              | Yū Yabūchi           | —               |
| 040    | ぷりんのまんま                                 | Purin no manma                                     | —                                   | 1998.09              | 1998.11              | Sayuri Tatsuyama     | —               |
| 040 c  | んんん                                         | zzzzz                                              | 1999                                | 1999.00              | 1999.00              | zzzzz                | zzzzz           |
| 041    | コレクター・ユイ                               | Corrector Yui                                      | —                                   | 1999.                | ?.                   | Kia Asamiya          | —               |
| 042    | ひまいぬペッパー!                              | Himainu pepper!                                    | —                                   | 1999.                | ?.                   | Yasuko Sugiki        | —               |
| 043    | ライバルはキュートBoy                          | Raibaru wa kyūto boy                               | —                                   | 1999.01              | 2002.04              | Kazuko Tomidokoro    | —               |
| 044    | いたずらな24時                                 | '                                                  | —                                   | 1999.02              | 1999.07              | Yukino Miyawaki      | —               |
| 045    | ぷくぷく天然かいらんばん                       | Puku puku tennen kairanban                         | —                                   | 1999.04              | 2005.07              | Sayuri Tatsuyama     | —               |
| 046    | 100万回きかせてよ                              | Hyakumankai kikasete yo                            | —                                   | 1999.05              | 2000.02              | Miyuki Obayashi      | —               |
| 047    | ぴゅあ♥ぴゅあ                                  | Pure Pure                                          | —                                   | 1999.08              | 2000.01              | Yū Yabūchi           | —               |
| 048    | Dr.リンにきいてみて!                           | Dr. Rin ni kiitemite!                              | —                                   | 1999.08              | 2003.06              | Kiyoko Arai          | —               |
| 048 c  | んんん                                         | zzzzz                                              | 2000                                | 2000.00              | 2000.00              | zzzzz                | zzzzz           |
| 049    | 恋はオン・エア!                                | Koi wa on air!                                     | —                                   | 2000.                | ?.                   | Hiromu Shinozuka     | —               |
| 050    | ルナ・ルナティック                             | Luna lunatic                                       | —                                   | 2000.                | ?.                   | Yukako Iisaka        | —               |
| 051    | きらきら☆迷宮                                  | Kira kira labyrinth                                | —                                   | 2000.05              | 2001.12              | Miyuki Obayashi      | —               |
| 052    | 恋はゲームで!                                  | Koi wa game de!                                    | —                                   | 2000.08              | 2000.10              | Hiromu Shinozuka     | —               |
| 053    | すくらんぶる-b                                 | Sukuranburu-b!                                     | —                                   | 2000.09              | ?.                   | Tomoko Nishimura     | —               |
| 054    | 雪ん子!!                                       | Yukinko!                                           | —                                   | 2000.09              | 2000.10              | Kaoru Igarashi       | —               |
| 054 c  | んんん                                         | zzzzz                                              | 2001                                | 2001.00              | 2001.00              | zzzzz                | zzzzz           |
| 055    | キョロちゃん                                   | '                                                  | —                                   | 2001.                | ?.                   |                      | —               |
| 056    | 無敵のWING！                                   | Muteki no wing!                                    | —                                   | 2001.                | ?.                   | Yukako Iisaka        | —               |
| 057    | ちぇんじ!                                      | Chenji!                                            | —                                   | 2001.05              | 2001.07              | Hiromu Shinozuka     | —               |
| 058    | ブリリアントな魔法                             | Brilliant na mahō                                  | —                                   | 2001.06              | 2003.01              | Yukino Miyawaki      | —               |
| 059    | ミニモニ。やるのだぴょん!                      | Mini-moni. Yarunoda pyon!                          | —                                   | 2001.07              | 2004.06              | Chikako Mori         | —               |
| 060    | ミルモでポン!                                  | Mirumo de pon!                                     | Mirumo                              | 2001.08              | 2006.01              | Hiromu Shinozuka     | —               |
| 061    | お受験キッズ いぶき☆ハイテンション             | Ojuken kizzu ibuki hai tenshon                     | —                                   | 2001.10              | 2001.12              | Chikako Mori         | —               |
| 062    | おいでよ! ヘナモン世界 カスミン                | '                                                  | —                                   | 2001.10              | 2002.09              | Chitose Yagami       | —               |
| 062 c  | んんん                                         | zzzzz                                              | 2002                                | 2002.00              | 2002.00              | zzzzz                | zzzzz           |
| 063    | エンジェル・ハント                             | Angel Hunt                                         | —                                   | 2002.03              | 2004.06              | Miyuki Obayashi      | —               |
| 064    | すき♥すき♥だいすきっ                           | Suki suki daisuki                                  | —                                   | 2002.04              | 2002.06              | An Nakahara          | —               |
| 065    | 空色☆すくらんぶる                              | Nijiiro sukuranburu                                | —                                   | 2002.06              | ?.                   | Tomoko Nishimura     | —               |
| 066    | くのいち生徒会 こいき七変化!!                  | Koiki shichihenge!!                                | —                                   | 2002.07              | 2004.03              | Chikako Mori         | —               |
| 067    | まんがみたいな恋したいっ!                      | Manga mitaina koi shitai!                          | —                                   | 2002.09              | 2002.11              | Chitose Yagami       | —               |
| 068    | ふらいんぐ・人魚姫                             | Flying Mermaid                                     | —                                   | 2002.12              | 2003.02              | Mai Jinna            | —               |
| 068 c  | んんん                                         | zzzzz                                              | 2003                                | 2003.00              | 2003.00              | zzzzz                | zzzzz           |
| 069    | シンデレラコレクション                         | Cinderella Collection                              | —                                   | 2003.                | 2005.03              | Yasue Imai           | —               |
| 070    | くるみちっく☆ミラクル                          | Kurumi-tic miracle                                 | —                                   | 2003.02              | 2003.04              | Chitose Yagami       | Chitose Yagami  |
| 071    | いじわるらぶ♥デビル                            | Ijiwaru love devil                                 | —                                   | 2003.03              | 2003.08              | An Nakahara          | An Nakahara     |
| 072    | ポケットモンスター チャモチャモ☆ぷりてぃ♪      | Pocket Monsters Chamo-Chamo Pretty                 | —                                   | 2003.03              | 2006.09              | Yumi Tsukirino       | —               |
| 073    | プリンセスVer.1                                | Princess ver. 1                                    | —                                   | 2003.04              | 2004.08              | Yukino Miyawaki      | —               |
| 074    | デ・ジ・キャラットにょ                         | Di gi charat nyo                                   | —                                   | 2003.04              | 2004.04              | Itsuru Minase        | —               |
| 075    | 魔的 ★♦♣がーるふれんど                         | Mahō teki- Girl Friend                             | —                                   | 2003.05              | 2004.05              | Kaoru Igarashi       | —               |
| 076    | いけない・ナビゲーション                       | Ikenai navigation                                  | —                                   | 2003.07              | 2003.12              | Chitose Yagami       | —               |
| 077    | おとぎ話で秘密のキス                           | Otogibanashi de himitsu no kiss                    | —                                   | 2003.08              | 2003.10              | Satoru Takamiya      | —               |
| 078    | ビューティー・ポップ                           | Beauty Pop                                         | Beauty pop                          | 2003.09              | 2008.02              | Kiyoko Arai          | —               |
| 079    | オトナになるもん!                              | Otona ni narumon!                                  | —                                   | 2003.11              | 2004.01              | An Nakahara          | —               |
| 079 c  | んんん                                         | zzzzz                                              | 2004                                | 2004.00              | 2004.00              | zzzzz                | zzzzz           |
| 080    | きらりん☆レボリューション                      | Kirarin Revolution                                 | Kilari                              | 2004.03              | 2009.06              | An Nakahara          | —               |
| 081    | 金色のガッシュベル!!                           | '                                                  | —                                   | 2004.03              | 2005.04              | Wakana Makihara      | —               |
| 082    | キス・キス                                     | Kiss Kiss                                          | —                                   | 2004.04              | 2005.03              | Chitose Yagami       | —               |
| 083    | スパーク!!ララナギはりけ〜ん                   | Spark!! Lalanagi hurricane                         | —                                   | 2004.05              | 2005.12              | Chikako Mori         | —               |
| 084    | 魔法少女隊アルス                               | '                                                  | —                                   | 2004.05              | 2005.03              | Mai Jinna            | Keita Amemiya   |
| 085    | もも・もも・ピーチ                             | Momo Momo Peach                                    | —                                   | 2004.06              | 2004.11              | Tomoko Nishimura     | —               |
| 086    | まじかる☆スイート☆マーメイド                   | Magical Sweet Mermaid                              | —                                   | 2004.07              | 2004.09              | Itsuru Minase        | —               |
| 087    | らぶりー♥デコレーション!!                      | Lovely Decoration!!                                | —                                   | 2004.08              | 2005.01              | Kaoru Igarashi       | —               |
| 088    | I LOVE W                                       | '                                                  | —                                   | 2004.08              | 2005.07              | Yūka Kitamura        | —               |
| 089    | モンスターキャンディー                         | Monster Candy                                      | —                                   | 2004.09              | 2005.09              | Miyuki Obayashi      | —               |
| 090    | おはガール スターフルー2のスタフルマジック     | '                                                  | —                                   | 2004.11              | 2005.01              |                      | —               |
| 091    | ルナティック・Honey                            | Lunatic Honey                                      | —                                   | 2004.11              | 2005.04              | Yukino Miyawaki      | —               |
| 091 c  | んんん                                         | zzzzz                                              | 2005                                | 2005.00              | 2005.00              | zzzzz                | zzzzz           |
| 092    | チェリッシュ!!                                 | Cherish!!                                          | —                                   | 2005.01              | 2005.03              | Mayuki Anan          | —               |
| 093    | ノンストップ☆のん!!                            | Nonstop Non!!                                      | —                                   | 2005.02              | 2005.04              | Yuko Kohara          | —               |
| 094    | 無敵乙女くれない花吹雪                         | '                                                  | —                                   | 2005.03              | 2005.08              | Tomoko Nishimura     | —               |
| 095    | あっちこっち たまごっちタウン                  | Acchi kocchi tamagocchi town                       | —                                   | 2005.03              | 2009.03              | Kazutoshi Soyama     | Junko Kagari    |
| 096    | ふしぎ星の☆ふたご姫 〜ラブリーキングダム〜     | Fushigiboshi no futagohime                         | —                                   | 2005.04              | 2006.02              | Mayuki Anan          | —               |
| 097    | ボクのプラチナレディー                         | Boku no platinum lady                              | —                                   | 2005.05              | 2006.07              | Chitose Yagami       | —               |
| 098    | 輝け! 青葉                                     | Kagayake! Aoba                                     | —                                   | 2005.06              | 2005.11              | Yasue Imai           | —               |
| 099    | Fun☆Fan☆からくり姫                             | Fun fan karakurihime                               | —                                   | 2005.06              | 2005.08              | Yūka Kitamura        | —               |
| 100    | はぴはぴクローバー                             | Happy Happy Clover                                 | —                                   | 2005.08              | 2008.11              | Sayuri Tatsuyama     | —               |
| 101    | ふしぎ少女探偵キャラ＆メル                     | '                                                  | —                                   | 2005.08              | 2006.01              | Yūka Kitamura        | —               |
| 102    | Cafe de ロマンス                               | Café de romance                                    | —                                   | 2005.09              | 2006.02              | Yukino Miyawaki      | —               |
| 103    | 楽園★キッズ                                    | Paradise Kids                                      | —                                   | 2005.10              | 2005.12              | Yuko Kohara          | —               |
| 104    | ミニマム★マニア                                | Minimum mania                                      | —                                   | 2005.12              | 2006.02              | Shō Obara            | —               |
| 104 c  | んんん                                         | zzzzz                                              | 2006                                | 2006.00              | 2006.00              | zzzzz                | zzzzz           |
| 105    | 3色 シグナル                                   | Saniro Signal                                      | —                                   | 2006.                | 2006.12              | Shō Obara            | —               |
| 106    | オシャレ魔女 ラブandベリー                     | Oshare majō love and berry                         | —                                   | 2006.                | ?.                   | Ryōko Mizoguchi      | —               |
| 107    | 極上!!めちゃモテ委員長                         | Gokujō!! Mecha Mote Iinchō                         | —                                   | 2006.01              | —                    | Tomoko Nishimura     | —               |
| 108    | でびる★まじっく                                | Devil Magic                                        | —                                   | 2006.01              | 2006.03              | Miru Akino           | —               |
| 109    | チャームエンジェル                             | Charm Angel                                        | —                                   | 2006.02              | 2008.05              | Chikako Mori         | —               |
| 110    | くるりんぱっ!                                  | Kururinpa!                                         | —                                   | 2006.03              | 2007.04              | Yasue Imai           | —               |
| 111    | 終わらない歌をうたおう!                        | Owaranai uta wo taō!                               | —                                   | 2006.03              | 2006.05              | Kaoru Igarashi       | —               |
| 112    | 恋するプリン!                                  | Koisuru purin!                                     | —                                   | 2006.04              | 2008.04              | Hiromu Shinozuka     | —               |
| 113    | ママ♥トラブル                                  | Mama Trouble                                       | —                                   | 2006.05              | 2006.09              | Yuko Kohara          | —               |
| 114    | にゃんにゃがにゃん                             | Nyan nyga nyan                                     | —                                   | 2006.06              | 2006.08              | Meme Iwaoka          | —               |
| 115    | ラブコミ・れっすん 〜恋愛まんがのつくり方〜    | Lovecomi lesson                                    | —                                   | 2006.08              | 2007.01              | Mayuki Anan          | —               |
| 116    | きゃらめる♥キッス                              | Caramel Kiss                                       | —                                   | 2006.09              | 2008.03              | Chitose Yagami       | —               |
| 117    | おいでよ どうぶつの森 〜しあわせ通信〜         | Oideyo dōbutsu no mori - shiawase tsūshin          | —                                   | 2006.10              | 2007.12              | Mako Morie           | —               |
| 118    | 怪盗ミルキィ☆ドロップ                          | Kaitō Thief Milky Drop                             | —                                   | 2006.11              | 2007.01              | Meme Iwaoka          | —               |
| 118 c  | んんん                                         | zzzzz                                              | 2007                                | 2007.00              | 2007.00              | zzzzz                | zzzzz           |
| 119    | トゥインクルちぇりー                           | Twinkle Cherry                                     | —                                   | 2007.02              | 2007.04              | Shō Obara            | —               |
| 120    | 誰かさんの落としもの                           | Darekasan no otoshimono                            | —                                   | 2007.02              | 2007.03              | Yuko Kohara          | —               |
| 121    | ぎゅぎゅっと守って!                            | Gyu gyutto mamotte!                                | —                                   | 2007.04              | 2007.09              | Meme Iwaoka          | Meme Iwaoka     |
| 122    | 特攻サヤカ                                     | Tokkō Sayaka                                       | —                                   | 2007.05              | 2009.02              | Akira Wao            | —               |
| 123    | コンコン×ハニー                                | Con Con x Honey                                    | —                                   | 2007.06              | 2007.08              | Nao Maita            | —               |
| 124    | もも蔵&くり犬                                  | '                                                  | —                                   | 2007.08              | 2009.07              |                      | —               |
| 125    | リズミカル☆スタイル                            | Rhythmical Style                                   | —                                   | 2007.08              | 2007.10              | Michiru Aoi          | —               |
| 126    | ジャングルおねえちゃん                         | Jungle oneechan                                    | —                                   | 2007.10              | 2007.12              | Miru Akino           | —               |
| 127    | ぱわふる☆チアーズ!!                            | Powerful Cheers!!                                  | —                                   | 2007.11              | 2008.01              | Mariko Kosaka        | —               |
| 128    | まひるの流れ星☆☆                               | Mahiru no nagareboshi                              | —                                   | 2007.12月            | 2008.12              | Meme Iwaoka          | —               |
| 128 c  | んんん                                         | zzzzz                                              | 2008                                | 2008.00              | 2008.00              | zzzzz                | zzzzz           |
| 129    | 干支☆えとせとら                                | Eto etosetora                                      | —                                   | 2008.01              | 2008.03              | Konomi Wagata        | —               |
| 130    | まんてん・いろは小町                           | Manten iroha komachi                               | —                                   | 2008.03              | 2008.05              | Mariko Kosaka        | —               |
| 131    | ときめく・まりあーじゅ                         | Tokimeku marriage                                  | —                                   | 2008.04              | 2008.10              | Michiru Aoi          | —               |
| 132    | おにがわら横町三丁目                           | Onigawara yokochō sanchōme                         | —                                   | 2008.05              | 2009.01              | Chitose Yagami       | —               |
| 133    | なでしこ♥プリマ                                | Nadeshiko prima                                    | —                                   | 2008.05              | 2008.07              | Mizuki Kuze          | —               |
| 134    | ちび☆デビ!                                     | Chibi devi!                                        | —                                   | 2008.06              | —                    | Hiromu Shinozuka     | —               |
| 135    | サファイア学園 アストロカフェ                  | Sapphire gakuen astro cafe                         | —                                   | 2008.06              | 2008.08              | Aya Misaki           | —               |
| 136    | わるいこヒーロー                               | Waruiko hero                                       | —                                   | 2008.07              | 2008.12              | Chikako Mori         | —               |
| 137    | めしませ・かれんちゃん                         | Meshimase karen-chan                               | —                                   | 2008.07              | 2008.09              | Miru Akino           | —               |
| 138    | はつ恋サマーロマネスク                         | Hatsukoi summer romanesque                         | —                                   | 2008.08              | 2008.10              | Rio Fujimi           | —               |
| 139    | きみといっしょ!? 〜ぼくとわたしの○×問題〜      | Kimi to issho!?                                    | —                                   | 2008.10              | 2008.12              | Yuki Morita          | —               |
| 140    | らぶらぶ・ナース                               | Love Love Nurse                                    | —                                   | 2008.11              | 2009.01              | Aya Misaki           | —               |
| 140 c  | んんん                                         | zzzzz                                              | 2009                                | 2009.00              | 2009.00              | zzzzz                | zzzzz           |
| 141    | ショコラの魔法                                 | Chocolat no mahō                                   | —                                   | 2009.                | ?.                   | Rino Mizuho          | —               |
| 142    | くまップリ                                     | Kumappuri                                          | —                                   | 2009.01              | 2009.10              | Sayuri Tatsuyama     | —               |
| 143    | 街へいこうよ どうぶつの森 〜たんぽぽ村だより〜 | '                                                  | —                                   | 2009.01              | 2010.03              | Mako Morie           | —               |
| 144    | ウルトラはなまるZ組                            | Ultra hanamaru z-gumi!!                            | —                                   | 2009.01              | 2009.05              | Mariko Kosaka        | —               |
| 145    | メイドじゃないもん!                            | Maid ja nai mon!                                   | —                                   | 2009.02              | 2010.02              | Meme Iwaoka          | —               |
| 146    | わいわいっ☆Hey! Say! JUMP                      | Waiwai hey! Say! Jump                              | —                                   | 2009.02              | —                    | Keiko Notoyama       | —               |
| 147    | いっしょにかえろ。                             | Issho ni kaero                                     | —                                   | 2009.02              | 2009.04              | Konomi Wagata        | —               |
| 148    | とんでるポニーテール                           | Tonderu! Ponytail                                  | —                                   | 2009.03              | 2010.02              | Chikako Mori         | —               |
| 149    | バンパイアのおきにいり・                       | Vampire no okiniiri                                | —                                   | 2009.03              | 2009.05              | Eri Kumaki           | —               |
| 150    | オレ様キングダム                               | Ore-sama kingdom                                   | —                                   | 2009.04              | —                    | Chitose Yagami       | —               |
| 151    | 神様のリング                                   | Kamisama no ring                                   | —                                   | 2009.04              | 2009.09              | Shō Obara            | —               |
| 152    | 姫ギャル♥パラダイス                            | Himegal paradise                                   | —                                   | 2009.05              | 2012.10              | Akira Wao            | —               |
| 153    | 彼と彼女と彼女                                 | Kare to kanojo to kanojo                           | —                                   | 2009.06              | 2009.08              | Yuki Morita          | —               |
| 154    | 世界制服☆ハニー                                | Sekai seifuku honey                                | —                                   | 2009.08              | 2009.10              | Michiru Aoi          | —               |
| 155    | イヌイさんッ!                                  | Inui-san!                                          | —                                   | 2009.08              | —                    | Chako Tsukisuzu      | —               |
| 156    | くるるんっ☆りえるチェンジ!                     | Kururun rieru change !                             | —                                   | 2009.09              | 2010.07              | An Nakahara          | —               |
| 157    | フコウモリ 〜きょうもアンハッピー!?〜          | '                                                  | —                                   | 2009.10              | ?.                   | Jinco                | —               |
| 158    | 魔女は恋にヘンしてる                           | Majo wa koi ni hen shiteru                         | —                                   | 2009.10              | 2009.12              | Eri Kumaki           | —               |
| 159    | さくらかんづめ                                 | Sakura kanzume                                     | —                                   | 2009.11              | 2010.04              | Yuki Morita          | —               |
| 159 c  | んんん                                         | zzzzz                                              | 2010                                | 2010.00              | 2010.00              | zzzzz                | zzzzz           |
| 160    | ふしぎの森のモリコ                             | Fushigi no mori no moriko                          | —                                   | 2010.02              | 2010.04              | Keiko Notoyama       | —               |
| 161    | ジュエルペット                                 | Jewel Pet                                          | —                                   | 2010.02              | 2010.09              | Sayuri Tatsuyama     | —               |
| 162    | あっちこっちたまごっち! カーニバル☆            | Acchi kocchi tamagocchi! Carnival                  | —                                   | 2010.03              | 2011.12              | Junko Kagari         | —               |
| 163    | 2人で守ってあげます!                           | Futari de mamotte agemasu!                         | —                                   | 2010.03              | 2010.05              | Rio Fujimi           | —               |
| 164    | わざアリっ♥きわみちゃん                        | Waza ari kiwami-chan                               | —                                   | 2010.04              | 2011.09              | Chikako Mori         | —               |
| 165    | ダイアモンド・ステップ                         | Diamond Step                                       | —                                   | 2010.04              | 2010.09              | Meme Iwaoka          | —               |
| 166    | まほちゅー!                                    | Mahochu!                                           | —                                   | 2010.04              | 2012.01              | Yū Yabūchi           | —               |
| 167    | ラブ侍ユイカ                                   | Love Samurai Yuika                                 | —                                   | 2010.05              | 2010.07              | Michiru Aoi          | —               |
| 168    | リルぷりっ                                     | Puriri! Lilpri                                     | —                                   | 2010.05              | 2011.03              | Mai Jinna            | —               |
| 169    | すったもんだ! ピラメキパンダ☆                  | Suttamonda! Pirameki panda                         | —                                   | 2010.05              | 2011.08              | Konomi Wagata        | —               |
| 170    | となりのオバケさん                             | Tonari no obake-san                                | —                                   | 2010.06              | 2010.08              | Yuka Nakashima       | —               |
| 171    | きな子 〜見習い警察犬の物語〜                  | '                                                  | —                                   | 2010.07              | 2010.09              |                      | —               |
| 172    | あの日、僕らは…                                | Ano hi, bokura wa... - toki o kakeru koimonogatari | —                                   | 2010.08              | 2010.10              | Nao Maita            | —               |
| 173    | にじいろ☆プリズムガール                        | Nijiiro prism girl                                 | —                                   | 2010.10              | —                    | An Nakahara          | —               |
| 174    | 真代家こんぷれっくす!                          | Mashiro-ke complex!                                | —                                   | 2010.10              | 2010.12              | Mizuki Kuze          | —               |
| 175    | ココロカーテン                                 | Kokoro curtain                                     | —                                   | 2010.11              | 2011.03              | Yuka Nakashima       | —               |
| 176    | 沢渡さんを攻略する方法                         | Sawatari-san o kōryaku suru hōhō                   | —                                   | 2010.12              | 2011.02              | Yuki Morita          | —               |
| 176 c  | んんん                                         | zzzzz                                              | 2011                                | 2011.00              | 2011.00              | zzzzz                | zzzzz           |
| 177    | 不思議テイルズガーデン                         | Fushigi Tales Garden                               | —                                   | 2011.01              | 2011.03              | Aqua Mizuto          | —               |
| 178    | わがままなツバサ                               | Wagamama na tsubasa                                | —                                   | 2011.06              | 2011.11              | Yuka Nakashima       | —               |
| 179    | 恋×カギ                                        | Koi x Kagi                                         | —                                   | 2011.06              | 2011.12              | Keiko Notoyama       | —               |
| 180    | トライ/アングル                                | Tri/Angle                                          | —                                   | 2011.07              | 2011.09              | Mizuki Kuze          | —               |
| 181    | シークレットガールズ 〜ナイショのアイドル〜    | Secret girls - naisho no idol                      | —                                   | 2011.08              | —                    | Poshi Kashiwa        | —               |
| 181 c  | んんん                                         | zzzzz                                              | 2012                                | 2012.00              | 2012.00              | zzzzz                | zzzzz           |
| 182    | ドーリィ♪カノン                                | Dolly kanon                                        | —                                   | 2012.04              | —                    | Yū Yabūchi           | —               |
| 183    | ある日 犬の国から手紙が来て                    | Aru hi inu no kuni kara tegami ga kite             | —                                   | 2012.09              | —                    | Sayuri Tatsuyama     | —               |
| 184    | エリートジャック！！                           | Elite jack!                                        | —                                   | 2012.09              | —                    | Meme Iwaoka          | —               |
| 185    | １２歳。～コクハク～                           | 12-sai. - kokuhaku                                 | —                                   | 2012.09              | —                    | Nao Maita            | —               |
| 996 01 | んんん                                         | zzzzz                                              | En cours                            | 9996.01              | 9996.1968 00         | zzzzz                | zzzzz           |
| 997 01 | 00000                                          | 00000                                              | 0-9                                 | 9997.01              | 9997.01              | 00000                | 00000           |
| 998 01 | あ                                             | zzzzz                                              | あ à お                             | 9998.01              | 9998.01              | zzzzz                | zzzzz           |
| 998 02 | か                                             | zzzzz                                              | か à こ                             | 9998.02              | 9998.02              | zzzzz                | zzzzz           |
| 998 03 | さ                                             | zzzzz                                              | さ à そ                             | 9998.03              | 9998.03              | zzzzz                | zzzzz           |
| 998 04 | た                                             | zzzzz                                              | た à と                             | 9998.04              | 9998.04              | zzzzz                | zzzzz           |
| 998 05 | な                                             | zzzzz                                              | な à の                             | 9998.05              | 9998.05              | zzzzz                | zzzzz           |
| 998 06 | は                                             | zzzzz                                              | は à ほ                             | 9998.06              | 9998.06              | zzzzz                | zzzzz           |
| 998 07 | ま                                             | zzzzz                                              | ま à も                             | 9998.07              | 9998.07              | zzzzz                | zzzzz           |
| 998 08 | や                                             | zzzzz                                              | や à よ                             | 9998.08              | 9998.08              | zzzzz                | zzzzz           |
| 998 09 | ら                                             | zzzzz                                              | ら à ろ                             | 9998.09              | 9998.09              | zzzzz                | zzzzz           |
| 998 10 | わ                                             | zzzzz                                              | わ à を                             | 9998.10              | 9998.10              | zzzzz                | zzzzz           |
| 998 11 | ん                                             | zzzzz                                              | ん                                  | 9998.11              | 9998.11              | zzzzz                | zzzzz           |
| 999 01 | んんん                                         | A                                                  | A                                   | 9999.01              | 9999.01              | A                    | A               |
| 999 02 | んんん                                         | B                                                  | B                                   | 9999.02              | 9999.02              | B                    | B               |
| 999 03 | んんん                                         | C                                                  | C                                   | 9999.03              | 9999.03              | C                    | C               |
| 999 04 | んんん                                         | D                                                  | D                                   | 9999.04              | 9999.04              | D                    | D               |
| 999 05 | んんん                                         | E                                                  | E                                   | 9999.05              | 9999.05              | E                    | E               |
| 999 06 | んんん                                         | F                                                  | F                                   | 9999.06              | 9999.06              | F                    | F               |
| 999 07 | んんん                                         | G                                                  | G                                   | 9999.07              | 9999.07              | G                    | G               |
| 999 08 | んんん                                         | H                                                  | H                                   | 9999.08              | 9999.08              | H                    | H               |
| 999 09 | んんん                                         | I                                                  | I                                   | 9999.09              | 9999.09              | I                    | I               |
| 999 10 | んんん                                         | J                                                  | J                                   | 9999.10              | 9999.10              | J                    | J               |
| 999 11 | んんん                                         | K                                                  | K                                   | 9999.11              | 9999.11              | K                    | K               |
| 999 12 | んんん                                         | L                                                  | L                                   | 9999.12              | 9999.12              | L                    | L               |
| 999 13 | んんん                                         | M                                                  | M                                   | 9999.13              | 9999.13              | M                    | M               |
| 999 14 | んんん                                         | N                                                  | N                                   | 9999.14              | 9999.14              | N                    | N               |
| 999 15 | んんん                                         | O                                                  | O                                   | 9999.15              | 9999.15              | O                    | O               |
| 999 16 | んんん                                         | P                                                  | P                                   | 9999.16              | 9999.16              | P                    | P               |
| 999 17 | んんん                                         | Q                                                  | Q                                   | 9999.17              | 9999.17              | Q                    | Q               |
| 999 18 | んんん                                         | R                                                  | R                                   | 9999.18              | 9999.18              | R                    | R               |
| 999 19 | んんん                                         | S                                                  | S                                   | 9999.19              | 9999.19              | S                    | S               |
| 999 20 | んんん                                         | T                                                  | T                                   | 9999.20              | 9999.20              | T                    | T               |
| 999 21 | んんん                                         | U                                                  | U                                   | 9999.21              | 9999.21              | U                    | U               |
| 999 22 | んんん                                         | V                                                  | V                                   | 9999.22              | 9999.22              | V                    | V               |
| 999 23 | んんん                                         | W                                                  | W                                   | 9999.23              | 9999.23              | W                    | W               |
| 999 24 | んんん                                         | X                                                  | X                                   | 9999.24              | 9999.24              | X                    | X               |
| 999 25 | んんん                                         | Y                                                  | Y                                   | 9999.25              | 9999.25              | Y                    | Y               |
| 999 26 | んんん                                         | Z                                                  | Z                                   | 9999.26              | 9999.26              | Z                    | Z               |